# Odete Cruz e Silva
Odete Cruz e Silva é uma cientista portuguesa.
Professora e investigadora no Centro de Biologia Celular da Universidade de Aveiro foi premiada pela Fundação AstraZeneca pelo seu trabalho no estudo duma proteína envolvida no desenvolvimento da doença de Alzheimer.